# مسجد الطواشي
مسجد الطواشي من المساجد التاريخية العامرة في علو صنعاء، بني عام 1619م،  شرقي الطريق النافذة من سوق عقيل إلى جهة الزمر وباب شعوب، وغربي الطريق النافذة من جهة جامع صلاح الدين إلى جهة خضير، حكى العلامة المؤرخ يحيى بن الحسين بن الإمام القاسم بن محمد في تاريخه «أبناء الزمن» في حوادث سنة 1028هـ قال: «وفي هذه السنة وصل رسول من سلطان الهند يعرف بالطواشي ومعه هدية عظيمة لمحمد باشا ولبث في صنعاء أياما وبنى في إقامته بصنعاء المسجد المعروف الآن بمسجد الطواشي، نسبة إلى بانيه وهو القريب من مسجد عباس القديم، وبنى حماما أيضا وجعل مصالحه للمسجد المذكور»، وقد زاد فيه زيادة نافعة القاضي علي بن حسن الأكوع في سنة 1185 كما هو مذكور في جدار المسجد بالجص، من خارج المسجد وداخله.